# Dubnà
|  | Per a altres significats, vegeu Riu Dubnà. |

Dubnà - Дубна (rus) - és una ciutat de Rússia, a l'óblast de Moscou. Dubnà es va fundar i desenvolupar des de la Segona Guerra Mundial a partir d'un dels centres de recerca nuclear més grans del món.
Es troba a 125 km de Moscou, essent la ciutat més septentrional de la seva óblast. És travessada pel riu Volga i l'embassament d'Ivànkovo és l'únic pas sobre el Volga entre les dues bandes de la ciutat. A l'oest hi ha el riu Dubnà.

## Història
El 1946 el govern soviètic decidí construir-hi un accelerador de protons; la construcció es va fer també amb presoners del Gulag. Es va inaugurar el 13 de desembre de 1949. El nom de l'element químic dubni prové d'aquesta ciutat.

## Economia
Abans de la desaparició de la Unió Soviètica, l'Institut Central de Recerca Nuclear i un centre de fabricació de míssils donaven treball a la majoria dels ciutadans, després ha entrat en decadència malgrat que s'hi han instal·lat algunes empreses de serveis informàtics com Luxoft.
Dubnà té l'estàtua de Lenin més gran del món, de 15 metres d'alçària.

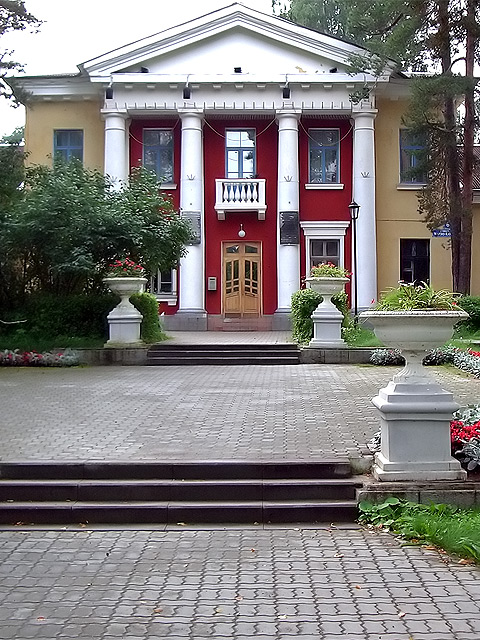
Seu de l'Institut Central de Recerques Nuclears